# ابر کومه‌ای
ابرهای کومه‌ای یا کومولوس (cumulus)، ابرهایی سفید و پف‌دار هستند که در ارتفاع پایین تشکیل می‌شوند. این ابرها ظاهری پنبه‌ای و نرم دارند و اغلب به صورت توده‌ای و انباشته دیده می‌شوند. کومولوس‌ها معمولاً در روزهای آفتابی در آسمان ظاهر می‌شوند و اگر شرایط جوی مناسب باشد، می‌توانند به ابرهای باران‌زای بزرگ‌تری تبدیل شوند.
این ابرها از بخار آب، قطرات ریز آب و گاهی بلورهای یخ ساخته شده‌اند. نور خورشید را بازتاب می‌دهند و به همین دلیل باعث خنک شدن زمین می‌شوند. ابرهای کومه‌ای انواع مختلفی دارند و بسته به شرایط آب و هوایی، می‌توانند به شکل‌های متفاوتی درآیند.
در تداول عامه مردم ایران، ابرهای کومه‌ای را بیشتر ابرهای پنبه‌ای، توده‌ای و کَلَمی می‌نامند که معمولاً پس از باران دیده می‌شوند و نوید هوای خوب و پایدار هستند.

## شکل‌گیری
ابرهای کومه‌ای یا کومولوس، از طریق فرآیندی به نام همرفت جوی شکل می‌گیرند. در این فرایند، هوای گرم شده توسط سطح زمین به سمت بالا حرکت می‌کند. با افزایش ارتفاع، دمای هوا کاهش می‌یابد و این باعث می‌شود رطوبت هوا افزایش پیدا کند. اگر این روند ادامه پیدا کند و رطوبت به حد اشباع برسد، بخار آب موجود در هوا شروع به متراکم شدن می‌کند و قطرات ریز آب را تشکیل می‌دهد. این قطرات در اطراف ذرات معلق در هوا جمع می‌شوند و به تدریج بزرگ و بزرگ‌تر می‌شوند تا اینکه به شکل ابرهای کومه‌ای پف‌دار و سفید در می‌آیند.
ارتفاع این ابرها به دمای هوا و شرایط جوی بستگی دارد. در طول فرایند همرفت، هوای اطراف با هوای گرم و مرطوب در حال صعود مخلوط می‌شود و این باعث افزایش حجم و جرم ابر می‌شود.
بارش باران در ابرهای کومه‌ای در دو مرحله رخ می‌دهد. در مرحله اول، قطرات آب کوچک‌تر به هم می‌پیوندند و قطرات بزرگ‌تری را تشکیل می‌دهند. در مرحله دوم، این قطرات بزرگ‌تر به دلیل نیروی گرانش شروع به سقوط می‌کنند و در مسیر خود با قطرات کوچک‌تر برخورد کرده و آنها را جذب می‌کنند. به این ترتیب، قطرات باران بزرگ و بزرگ‌تر می‌شوند تا زمانی که به اندازه‌ای برسند که بتوانند از ابر خارج شوند و به صورت باران به زمین برسند.

## ساختار
این ابرها اغلب ساختمان گل‌کلمی داشته و سطح بالای آن حالت گنبدی دارد و متشکل از قطعات کوچک ابرهای سفید پنبه‌ای است که معمولاً صبحگاهان در امتداد ارتفاعات تشکیل می‌گردند و دارای حالت جوشش (در اثر صعود هوای مرطوب) هستند. قطعات پراکنده این ابرها تقریباً دارای ارتفاع یکسان و معرف به کومه‌ای‌های هوای صاف می‌باشند.
ابرهای کومه‌ای جدا ازهم و معمولاً چگال، با خطوط مرزی واضح هستند که نمای آن‌ها به شکل خاکریز یا گنبد یا برج‌های در حال افزایش و گسترش است؛ بخش‌های رو به آفتاب این ابرها غالباً سفید درخشان و پایهٔ آن‌ها به‌نسبت تیره و افقی است.

## توصیف
تراکم آب در داخل ابرهای کومه‌ای در ارتفاع‌های مختلف متفاوت است. در نزدیکی سطح زمین، تراکم آب در ابر بسیار کم است و با افزایش ارتفاع، تراکم آب نیز افزایش می‌یابد. بیشترین تراکم آب در میانه ابر دیده می‌شود و با نزدیک شدن به بالای ابر، تراکم آب دوباره کاهش می‌یابد.
ابرهای کومه‌ای می‌توانند در خطوط طولانی به نام «خیابان‌های ابری» تشکیل شوند که گاهی تا ۴۸۰ کیلومتر هم می‌رسند. این خیابان‌ها می‌توانند پیوسته یا منقطع باشند و در اثر برش باد و گردش افقی هوا در جو به وجود می‌آیند. این پدیده بیشتر در شرایط پرفشار جوی، مثلاً بعد از عبور یک جبهه هوای سرد، رخ می‌دهد.
ارتفاع تشکیل ابرهای کومه‌ای به میزان رطوبت هوا بستگی دارد. در مناطق مرطوب، این ابرها در ارتفاع پایین‌تری تشکیل می‌شوند. در مناطق معتدل، ارتفاع پایه این ابرها معمولاً کمتر از ۵۵۰ متر است، اما در مناطق خشک و کوهستانی ممکن است تا بیش از ۶۱۰۰ متر هم برسند.
ابرهای کومه‌ای می‌توانند از بلورهای یخ، قطرات آب، قطرات آب فوق سرد یا ترکیبی از این‌ها تشکیل شده باشند. قطرات آب در اثر متراکم شدن بخار آب روی ذرات معلق در هوا شکل می‌گیرند و با پیوستن به یکدیگر، بزرگ‌تر می‌شوند.
مطالعات نشان داده‌اند که در مناطق معتدل، پایه ابرهای کومه‌ای معمولاً بین ۵۰۰ تا ۱۵۰۰ متر بالاتر از سطح زمین قرار دارد. دمای این ابرها معمولاً بالای ۲۵ درجه سانتی‌گراد است و تعداد قطرات آب در هر سانتی‌متر مکعب از ۲۳ تا ۱۳۰۰ قطره متغیر است. این اطلاعات از ابرهای کومه‌ای در حال رشد به دست آمده که بارندگی نداشتند. قطرات آب در این ابرها بسیار ریز هستند و قطر آنها حدود ۵ میکرومتر است. البته ممکن است قطرات کوچک‌تری هم وجود داشته باشند که با دستگاه‌های اندازه‌گیری قابل تشخیص نباشند. کوچک‌ترین قطرات در بخش‌های پایینی ابر قرار دارند، در حالی که قطرات بزرگ‌تر (با قطر ۲۰ تا ۳۰ میکرومتر) بیشتر در بخش‌های بالایی ابر یافت می‌شوند.
در برخی موارد، ممکن است در داخل ابرهای کومه‌ای «سوراخ‌هایی» دیده شود که در آنها هیچ قطره آبی وجود ندارد. این پدیده زمانی رخ می‌دهد که باد ابر را پاره می‌کند و هوای خشک اطراف را به داخل آن می‌کشاند، یا وقتی جریان‌های هوای رو به پایین باعث تبخیر آب داخل ابر می‌شوند.

## زیرگروه‌ها
ابرهای کومه‌ای (کومه‌ای شکل) چهار گونه مجزا دارند: کومه‌ای ناستبر (humilis)، کومه‌ای متوسط (mediocris)، کومه‌ای ستبر (congestus) و کومه‌ای پاره‌پاره (fractus). این گونه‌ها ممکن است در یک نوع به نام کومه‌ای شعاعی (radiatus) سازماندهی شوند و ممکن است تا هفت ویژگی تکمیلی داشته باشند: کلاهک ابری (pileus)، پوشش ابری (velum)، رگه‌های باران یا میلابی (virga)، بارش (praecipitatio)، کمان ابری (arcus)، ابرهای پاره‌پاره (pannus) و ابرهای قیفی (tuba).
گونه کومه‌ای پاره‌پاره ظاهری ناهموار دارد و می‌تواند در هوای صاف به عنوان پیش‌ساز کومه‌ای ناستبر و گونه‌های کومه‌ای بزرگتر شکل بگیرد. یا می‌تواند در بارش به عنوان ویژگی تکمیلی pannus (که scud نیز نامیده می‌شود) شکل بگیرد، که می‌تواند شامل stratus fractus هوای بد نیز باشد. ابرهای کومه‌ای ناستبر مانند اشکال پف کرده و صاف به نظر می‌رسند. ابرهای کومه‌ای متوسط شبیه به هم هستند، با این تفاوت که تا حدودی به صورت عمودی توسعه یافته‌اند. ابرهای کومه‌ای ستبر ساختاری شبیه گل کلم دارند و در جو بالا می‌روند، از این رو نام جایگزین آنها «کومه‌ای برجسته» است. نوع کومه‌ای شعاعی در نوارهای شعاعی به نام خیابان‌های ابری تشکیل می‌شود و می‌تواند شامل هر یک از چهار گونه کومه‌ای باشد.
ویژگی‌های تکمیلی کومه‌ای بیشتر در گونه‌های ستبر دیده می‌شود. ابرهای کومه‌ای رگه‌دار یا میلابی (virga) ابرهای کومه‌ای هستند که رگه‌های باران (بارشی که در هوا تبخیر می‌شود) تولید می‌کنند و کومه‌ای بارشی (praecipitatio) بارشی تولید می‌کند که به سطح زمین می‌رسد. کومه‌ای پاره‌پاره (pannus) شامل ابرهای خرد شده‌ای است که معمولاً در طول بارش در زیر ابر کومه‌ای والد ظاهر می‌شوند. ابرهای کومه‌ای کمانی (arcus) دارای جبهه تندباد هستند و ابرهای کومه‌ای لوله‌ای (tuba) دارای ابرهای قیفی یا گردباد هستند. ابرهای کومه‌ای کلاهک‌دار (pileus) به ابرهای کومه‌ای اطلاق می‌شود که به قدری سریع رشد کرده‌اند که باعث تشکیل کلاهک ابری در بالای ابر می‌شوند. ابرهای کومه‌ای پوششی (velum) دارای یک حجاب بلور یخ بر روی بالای ابر در حال رشد هستند. همچنین کومه‌ای آبشاری (cataractagenitus) وجود دارد. اینها توسط آبشارها تشکیل می‌شوند.
به‌طور کلی ابری که ویژگی اصلی آن گسترش قائم به‌صورت تپه و گنبد و برج باشد کومه‌ای‌دیس cumuliform نامیده می‌شود. ابری که از ابر کومه‌ای زاده شده باشد کومه‌ای‌زاد cumulogenitus و ابری که از تحول درونی ابر کومه‌ای به وجود آید کومه‌ای‌گشت cumulomutatus نام دارد. اَبرهای کومه‌ای با ترتیب چندضلعی یا بیضی‌وار که مرکز آن‌ها بی‌اَبر است کومه‌ای یاخته‌باز open-cell cumulus نام دارند. به ابر کومه‌ای بسیار گسترده در کمربندهای باد بسامان بر فراز اقیانوس‌ها اَبر کومه‌ای باد بسامان trade cumulus گفته می‌شود.

## پیش‌بینی
ابرهای کومه‌ای ناستبر (پهن و کوتاه) معمولاً نشانه هوای خوب و آرام هستند. ابرهای کومه‌ای متوسط نیز مشابه آنها هستند، اما کمی بلندتر و حجیم‌ترند و می‌توانند به ابرهای کومه‌ای ستبر یا حتی کومولونیمبوس (ابرهای باران‌زای بزرگ) تبدیل شوند. ابرهای کومه‌ای ستبر، که ظاهری شبیه برج دارند، اغلب به کومولونیمبوس تبدیل می‌شوند و می‌توانند باران، رعد و برق، باد شدید، تگرگ و حتی گردباد ایجاد کنند.
خلبانان گلایدر (نوعی هواپیمای بدون موتور) به ابرهای کومه‌ای توجه ویژه‌ای دارند. این ابرها می‌توانند نشان‌دهنده وجود جریان‌های هوای گرم و صعودی باشند که می‌توانند گلایدر را به ارتفاعات بالاتر ببرند. این پدیده به «مکش ابر» معروف است.

## تاثیر بر آب و هوا
ابرها با بازتاب نور خورشید، باعث خنک شدن زمین می‌شوند که این اثر عمدتاً به خاطر وجود ابرهای پوشن‌کومه‌ای (استراتوکومولوس) است و این خنک شدن حدود ۱۲ درجه سانتی‌گراد (۲۲ درجه فارنهایت) است. با این حال، در عین حال، ابرها با انعکاس تابش ساطع شده از زمین، آن را گرم می‌کنند که این اثر عمدتاً ناشی از ابرهای پرسان (سیروس) است و این گرم شدن حدود ۷ درجه سانتی‌گراد (۱۳ درجه فارنهایت) است. در مجموع، اثر خالص این است که ابرها باعث کاهش دمای زمین به میزان ۵ درجه سانتی‌گراد (۹ درجه فارنهایت) می‌شوند. از سوی دیگر، ابرهای کومه‌ای تأثیر متغیری بر گرمایش سطح زمین دارند. انواع ابرهای کومه‌ای ستبر و کومولونیمبوس، که به صورت عمودی رشد می‌کنند و رطوبت را با خود حمل می‌کنند، می‌توانند به تشکیل ابرهای پرسان منجر شوند. محققان گمان می‌کنند که این امر حتی ممکن است منجر به یک بازخورد مثبت شود، جایی که افزایش رطوبت در لایه‌های بالای جو، زمین را بیشتر گرم می‌کند و در نتیجه تعداد ابرهای کومه‌ای ستبر که رطوبت بیشتری را به لایه‌های بالای جو می‌برند، افزایش می‌یابد.

## ارتباط با ابرهای دیگر
ابرهای کومه‌ای جزو ابرهای همرفتی آزاد هستند که در ارتفاع پایین تشکیل می‌شوند، همراه با ابر پوشن‌کومه‌ای که همرفتی محدود دارد. این ابرها از سطح زمین تا ۲۰۰۰ متر (۶۶۰۰ فوت) در تمام عرض‌های جغرافیایی تشکیل می‌شوند. ابرهای پوشنی (استراتوس) نیز در ارتفاع پایین تشکیل می‌شوند. در سطح متوسط، ابرهای فراز (آلتو) قرار دارند که شامل ابرهای فرازکومه‌ای (آلتوکومولوس) با همرفت محدود و ابرهای پوشنی فراز (آلتواستراتوس) هستند. ابرهای سطح متوسط در مناطق قطبی از ۲۰۰۰ متر (۶۶۰۰ فوت) تا ۷۰۰۰ متر (۲۳۰۰۰ فوت)، در مناطق معتدل ۷۰۰۰ متر (۲۳۰۰۰ فوت) و در مناطق گرمسیری ۷۶۰۰ متر (۲۴۹۰۰ فوت) تشکیل می‌شوند. ابر پرساکومه‌ای (سیروکومولوس) که در ارتفاع بالا تشکیل می‌شود، یک ابر پوشن‌کومه‌ای با همرفت محدود است. ابرهای دیگر در این سطح، پرسا (سیروس) و پرساپوشنی (سیرواستراتوس) هستند. ابرهای بلند در عرض‌های جغرافیایی بالا در ارتفاع ۳۰۰۰ تا ۷۶۰۰ متر (۹۸۰۰ تا ۲۴۹۰۰ فوت)، در عرض‌های جغرافیایی معتدل ۵۰۰۰ تا ۱۲۰۰۰ متر (۱۶۰۰۰ تا ۳۹۰۰۰ فوت) و در عرض‌های جغرافیایی پایین و گرمسیری ۶۱۰۰ تا ۱۸۰۰۰ متر (۲۰۰۰۰ تا ۵۹۱۰۰ فوت) تشکیل می‌شوند. ابرهای کومولونیمبوس، مانند کومه‌ای ستبر، به جای اینکه در یک سطح محدود شوند، به صورت عمودی گسترش می‌یابند.

## ابرهای پرساکومه‌ای
ابرهای پرساکومه‌ای (سیروکومولوس) به صورت تکه‌تکه شکل می‌گیرند و سایه ایجاد نمی‌کنند. آنها معمولاً در الگوهای منظم و موج‌دار یا در ردیف‌هایی از ابرها با فضاهای خالی بین آنها ظاهر می‌شوند. سیروکومولوس‌ها، مانند سایر اعضای دسته‌های کومه‌ای و پوشن‌کومه‌ای (استراتوکومولوس)، از طریق فرآیندهای همرفتی تشکیل می‌شوند. رشد قابل توجه این تکه‌ها نشان دهنده ناپایداری در ارتفاع بالا است و می‌تواند نشان دهنده نزدیک شدن به آب و هوای نامساعد باشد. بلورهای یخ در پایین ابرهای پرساکومه‌ای معمولاً به شکل استوانه‌های شش ضلعی هستند. آنها جامد نیستند، بلکه در عوض تمایل دارند قیف‌های پله‌ای از انتها داشته باشند. به سمت بالای ابر، این کریستال‌ها تمایل به جمع شدن دارند. این ابرها دوام زیادی ندارند و تمایل دارند به سیروس تغییر کنند زیرا با ادامه رسوب بخار آب روی بلورهای یخ، در نهایت شروع به سقوط می‌کنند و همرفت رو به بالا را از بین می‌برند. سپس ابر به سیروس تبدیل می‌شود. ابرهای پرساکومه‌ای در چهار گونه وجود دارند که در هر سه نوع دارای ویژگی‌های همرفتی محدود یا پوشن‌کومه‌ای مشترک هستند: لایه‌ای (stratiformis)، عدسی‌شکل (lenticularis)، قلعه مانند (castellanus)، و توده‌ای (floccus). هنگامی که قطرات آب فوق سرد تشکیل دهنده همه تقریباً به یک اندازه هستند، رنگین کمانی می‌شوند.

## ابرهای فرازکومه‌ای
ابرهای فرازکومه‌ای (آلتوکومولوس) ابرهایی در سطح متوسط هستند که از ارتفاع ۲۰۰۰ متری (۶۶۰۰ فوت) تا ۴۰۰۰ متری (۱۳۰۰۰ فوت) در مناطق قطبی، ۷۰۰۰ متری (۲۳۰۰۰ فوت) در مناطق معتدل و ۷۶۰۰ متری (۲۴۹۰۰ فوت) در مناطق استوایی تشکیل می‌شوند. آنها می‌توانند بارش داشته باشند و معمولاً از ترکیبی از کریستال‌های یخ، قطرات آب فوق سرد و قطرات آب در عرض‌های جغرافیایی معتدل تشکیل شده‌اند. با این حال، غلظت آب مایع تقریباً همیشه به‌طور قابل توجهی بیشتر از غلظت کریستال‌های یخ بود و حداکثر غلظت آب مایع در بالای ابر بود در حالی که یخ در پایین متمرکز می‌شد. کریستال‌های یخ در پایه ابرهای فرازکومه‌ای و در رگه‌های باران به صورت دندریت یا تراکم دندریت‌ها یافت شدند، در حالی که سوزن‌ها و صفحات بیشتر به سمت بالا قرار داشتند. ابرهای فرازکومه‌ای می‌توانند از طریق همرفت یا از طریق بالابرندگی اجباری ناشی از یک جبهه گرم تشکیل شوند.

## ابرهای پوشن‌کومه‌ای
ابر پوشن‌کومه‌ای (استراتوکومولوس) نوع دیگری از ابر پوشن‌کومه‌ای است. آنها مانند ابرهای کومه‌ای در سطوح پایین و از طریق همرفت تشکیل می‌شوند. با این حال، بر خلاف ابرهای کومه‌ای، رشد آنها تقریباً به‌طور کامل توسط یک وارونگی قوی به تأخیر می‌افتد. در نتیجه، آنها مانند ابرهای پوشنی (استراتوس) مسطح می‌شوند و ظاهری لایه‌ای به آن‌ها می‌دهند. این ابرها بسیار رایج هستند و به‌طور متوسط حدود بیست و سه درصد از اقیانوس‌های زمین و دوازده درصد از قاره‌های زمین را پوشش می‌دهند. آنها در مناطق گرمسیری کمتر رایج هستند و معمولاً پس از جبهه‌های سرد تشکیل می‌شوند. علاوه بر این، ابرهای پوشن‌کومه‌ای مقدار زیادی از نور خورشید ورودی را منعکس می‌کنند و اثر خنک‌کنندگی خالصی ایجاد می‌کنند. ابرهای پوشن‌کومه‌ای می‌توانند باران‌ریزه تولید کنند، که با گرم کردن ابر و کاهش اختلاط متلاطم، ابر را تثبیت می‌کند.

## ابرهای کومه‌ای بارا
ابرهای کومولونیمبوس یا کومه‌ای بارا، آخرین مرحله از رشد ابرهای کومه‌ای هستند. این ابرها زمانی تشکیل می‌شوند که ابرهای کومه‌ای ستبر (کومه‌ای با رشد عمودی زیاد) دارای جریان هوای بالارونده قوی می‌شوند و تا ارتفاع ۱۸ کیلومتری (۵۹ هزار پایی) در جو بالا می‌روند و به تروپوپاز (مرز بین تروپوسفر و استراتوسفر) می‌رسند. ابرهای کومولونیمبوس که معمولاً به نام ابرهای توفان‌زا شناخته می‌شوند، می‌توانند بادهای شدید، باران سیل‌آسا، رعد و برق، جبهه‌های تندباد، پیچندهای دریایی (گردبادهای روی آب)، ابرهای قیفی و گردباد تولید کنند. آنها معمولاً ابرهای سندانی (ابرهایی با قسمت بالای صاف و پهن شبیه سندان) دارند.

## ابرهای نعل اسبی
ابر نعل اسبی، ابری کوتاه مدت است که ممکن است زمانی تشکیل شود که یک گرداب نعل اسبی، شکل یک ابر کومه‌ای را تغییر دهد.

## ابرهای فرازمینی
برخی از ابرهای کومه‌ای و پوشن‌کومه‌ای در بیشتر سیارات دیگر منظومه خورشیدی کشف شده‌اند. در مریخ، مدارگرد وایکینگ، ابرهای پرساکومه‌ای و پوشن‌کومه‌ای را که عمدتاً در نزدیکی کلاهک‌های یخی قطبی از طریق همرفت تشکیل می‌شوند، شناسایی کرد. فضاپیمای گالیله، ابرهای کومولونیمبوس عظیمی را در نزدیکی لکه سرخ بزرگ در مشتری شناسایی کرد. ابرهای کومه‌ای شکل در زحل نیز شناسایی شده‌اند. در سال ۲۰۰۸، فضاپیمای کاسینی مشخص کرد که ابرهای کومه‌ای در نزدیکی قطب جنوب زحل بخشی از یک طوفان چرخان به قطر بیش از ۴۰۰۰ کیلومتر (۲۵۰۰ مایل) هستند. رصدخانه کک ابرهای کومه‌ای سفید رنگی را در اورانوس شناسایی کرد. مانند اورانوس، نپتون نیز دارای ابرهای کومه‌ای متان است. با این حال، به نظر نمی‌رسد که زهره ابرهای کومه‌ای داشته باشد.

## نگارخانه

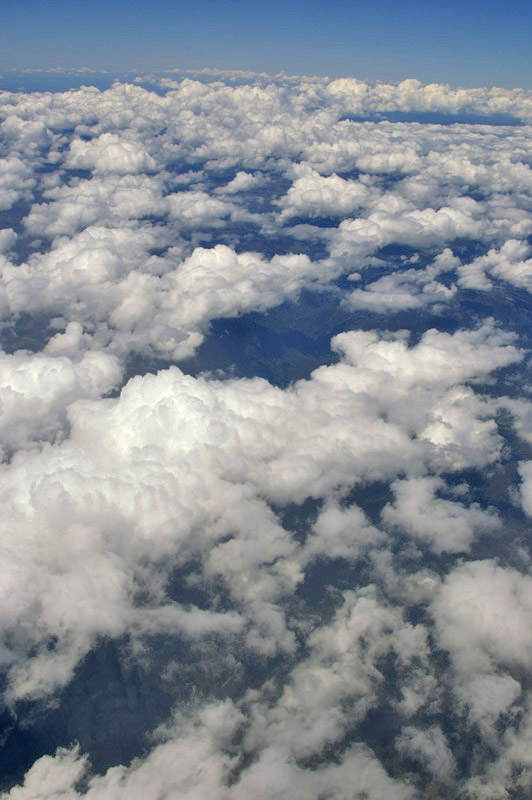
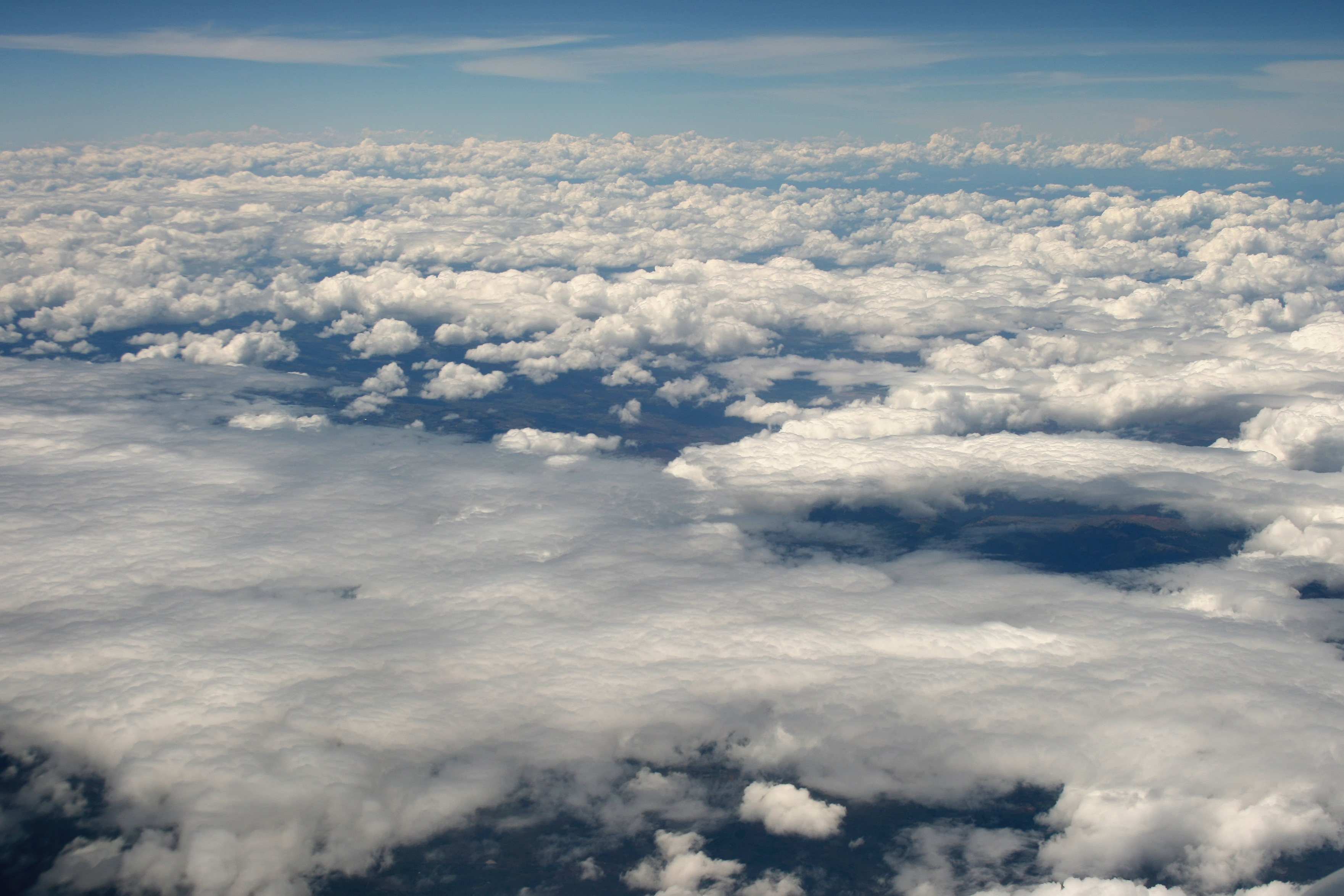